# 바인 다 도

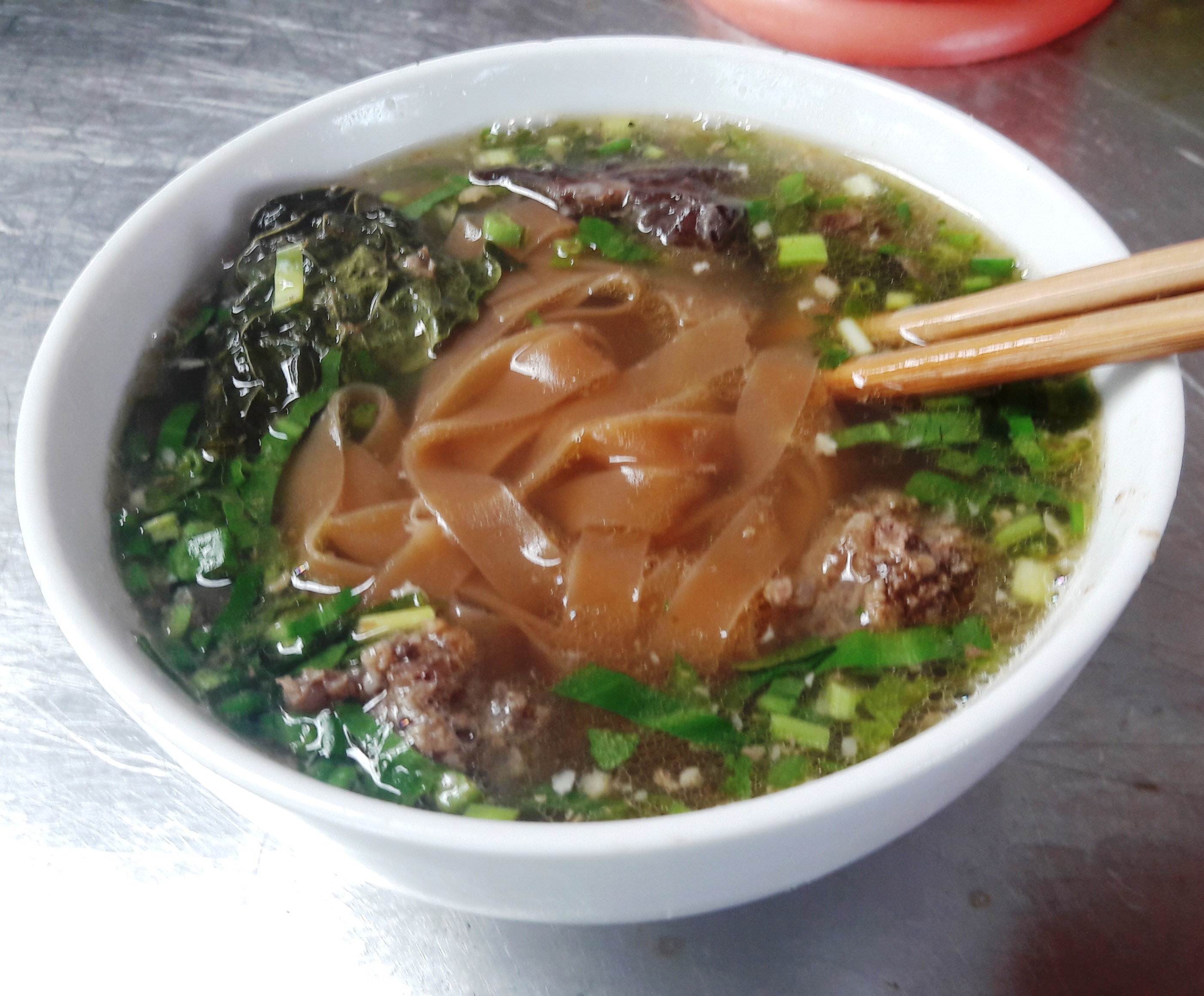
바인 다 꾸어

바인 다 도(베트남어: bánh đa đỏ)는 베트남의 쌀국수이다. "붉은 쌀국수"라는 뜻인데, "바인 다(bánh đa)"가 "라이스페이퍼"나 "넙적한 쌀국수"를, "도(đỏ)"가 "빨간색"을 의미한다. 하이퐁 지역의 쌀국수이며, 바인 다 꾸어나 러우 꾸어동 같은 하이퐁 음식에 흔히 쓰인다.

## 같이 보기
- 베트남 쌀국수